# Gross Spannort
Gross Spannort – szczyt w Alpach Berneńskich, części Alp Zachodnich. Leży w Szwajcarii w kantonie Uri. Należy do pasma Alp Urneńskich. Można go zdobyć ze schroniska Spannorthütte (1956 m) lub Alp Stäfeli (1393 m).
Pierwszego odnotowanego wejścia dokonali John Sowerby, Waldemar Mansell, F.E. Thomphson, Robert Spankie, Josef Maria Tresch-Exer i Ambros Zgraggen w 1867 r.